# Antonio Belinati
Antonio Casemiro Belinati (Campo Grande, 25 de outubro de 1943) é um radialista e político brasileiro filiado ao Partido Progressista (PP).

## Biografia
Nos anos 1960, iniciou sua carreira na Rádio Londrina como locutor comercial nos programas de auditório de Otássio Pereira. Tornou-se repórter e titular do programa A Voz do Povo. Em 1963, foi o primeiro apresentador da TV Coroados, comandando, aos 20 anos, o Telenotícias Transparaná.
Foi casado com Emília Belinati, com quem tem um filho: o ex-deputado estadual Antonio Carlos Belinati.
Perdeu as eleições para prefeito de Londrina no ano de 2004, por expressiva diferença de votos no segundo turno, quando disputou o cargo com Nedson Luiz Micheleti (PT).
No segundo turno Nedson obteve 137.928 votos (53,25%) contra 121.102 votos de Belinati (46,75%). 
Nas eleições para prefeito de 2008, filiado ao PP, teve sua canditatura liberada pelo TSE, depois de ter sido aberto um pedido de impugnação pelo TRE. Foi para segundo turno com o candidato Luiz Carlos Hauly (PSDB) e venceu por 51,73% dos votos válidos, contra 48,27% de Hauly. Posteriormente, em recurso aberto pelo Ministério Público Eleitoral, foi considerado inelegível devido à prestação de contas de seu terceiro mandato ter sido reprovada pela Câmara Municipal e pelo Tribunal de Contas do Paraná.
Em sessão realizada no dia 28 de outubro de 2008, o TSE, em agravo de instrumento, retificou a liminar mantendo a decisão do TRE. Com isso, o TSE impugnou a candidatura de Antonio Belinati, anulando assim sua vitória. Posteriormente, em um novo segundo turno, Homero Barbosa Neto venceu as eleições.

## Prefeito de Londrina
Primeira Gestão (1977/1982)
Em sua primeira gestão Belinati, foi criado o calçadão e, através do programa nacional de habitação, foram construidas vinte mil novas unidades, dando origem ao chamado "Cinco Conjuntos". O Serviço de Comunicações Telefônicas (SERCOMTEL) foi ampliado, e 33% da receita foi aplicada em educação. Objetivando sanar os com problemas básicos de saúde, foram criados 8 postos de saúde e mais 3 reformandos. Em seu mandato, foi criada a ACESF (Administração dos Cemitérios e Serviços Funerários de Londrina), e concluída a Via Expressa, iniciada pela administração anterior. Desapropriou área chamada Vila Matos onde iniciou a construção do atual Terminal Rodoviário de Londrina. Removeu a via férrea do centro da cidade, o novo traçado foi inaugurado pelo então presidente João Figueiredo.
A área disponibilizada pela remoção da via férrea foi utilizada pela administração seguinte para a construção da Via Leste-Oeste.
Segunda Gestão (1989/1992)
O segundo mandato visou melhorar as condições de saúde do povo londrinense. Foram instalados mais de 40 novos postos, entre os quais uma creche na área central com estrutura moderna, um centro de atendimento médico 24 horas, também na parte central da cidade, além de uma maternidade para assistência gratuita às parturientes. Surgiu o conjunto dos Sem Terra, uma cidade satélite, com terrenos doados pelo município às pessoas carentes. Foi construído o Autódromo Internacional de Londrina e a implantação do Transporte Emergencial Centralizado (TEC).
Terceira Gestão (1997/2000)
Antonio Casemiro Belinati eleito novamente em 1996. Em seu terceiro mandato, gestionou a vinda das indústrias Dixie Toga, Atlas Villares e Caninha Oncinha para Londrina. Criou a primeira Secretaria Municipal do Idoso no Brasil. Implantou o "Londrina Convention & Visitors Bureau", para potencialização e captação de eventos turísticos para o município. Na área de Assistência Social, implantou quase 2 mil rampas nas calçadas, facilitando o acesso de portadores de deficiência física. Na área de saúde, construiu o Pronto Atendimento Infantil. Ainda em 2000, foi expulso do PFL, retornando em 2001 ao seu programa de rádio.
Caso Jorge Scaff
Jorge Scaff assumiu o cargo, em 26 de maio de 2000, interinamente, em razão da decisão judicial de afastar o então prefeito. Após, a cassação do mandato de Antonio Belinati, foi eleito indiretamente em 14 de julho de 2000, tomando posse como prefeito do Município de Londrina, em 18 de julho de 2000. Instaurou o processo de transição democrática de governo.

## Condenação
O ex-prefeito foi condenado por improbidade administrativa pela Justiça, decisão tomada a partir de uma ação apresentada pelo Ministério Público (MP) em 2000. A ação aponta que Belinati e outros 12 réus montaram um esquema de contratações fictícias pela Autarquia Municipal de Ambiente (AMA) para a compra de materiais como lixeiras, bancos de estrutura metálica e sacos de cal em 1999. Esses produtos jamais foram entregues. Na época, ainda conforme a decisão, a autarquia pagou 212.479,00 reais pelas mercadorias. De acordo com a Justiça, o valor foi desviado e destinado para cobrir despesas de campanhas eleitorais de aliados a Antônio Belinati.
Conforme a decisão, Belinati “organizou e chefiou uma verdadeira quadrilha dentro da administração pública municipal”, e que “sob sua batuta, agentes públicos em conluio com particulares lesaram o erário com a subtração da vultosa quantia”. O valor, corrigido pelo INPC/IBGE de abril de 1999 a maio de 2014, resulta em 570.248,00 reais, ainda de acordo com a decisão da Justiça.
Em 2019 foi novamente foi condenado, por improbidade administrativa em mais um processo do caso Ama/Comurb. O MP do Paraná reafirmou que nesse processo, investigou-se a realização de uma licitação falsa em setembro de 1998. Conforme a decisão, o grupo desviou mais de 148 mil reais que deveriam ser usados para investimentos no município.